# Johann Jakob Werner Stockmar
Johann Jakob Werner Stockmar (* 1742; † 19. Februar 1806 in Darmstadt) war ein deutscher Maler und späterer großherzoglich hessischer Oberstleutnant und Stadtkommandant von Darmstadt.

## Leben
Stockmar war ein Sohn des Darmstädter Hofjagdmalers Johann Georg Stockmar. Er wurde von Ludwig IX. von Hessen-Darmstadt als Hofmaler verpflichtet, gab aber nach des Großherzogs Tod die Malerei sofort auf und widmete sich seiner militärischen Karriere. Er wurde schließlich Oberstleutnant und Stadtkommandant von Darmstadt. Er war mit Friederike Karolina Ravenstein verheiratet und hatte mit ihr eine Tochter, Karoline Friederike (1776–1838), die mit dem späteren Darmstädter Regierungsadvokat und Generalstabs-Auditeur Christian Friedrich Lange (* 11. Juni 1759 Buchsweiler, † 8. April 1840 Darmstadt) verheiratet war. Seine drei Enkel führten in verschiedener Weise die Malerei fort.

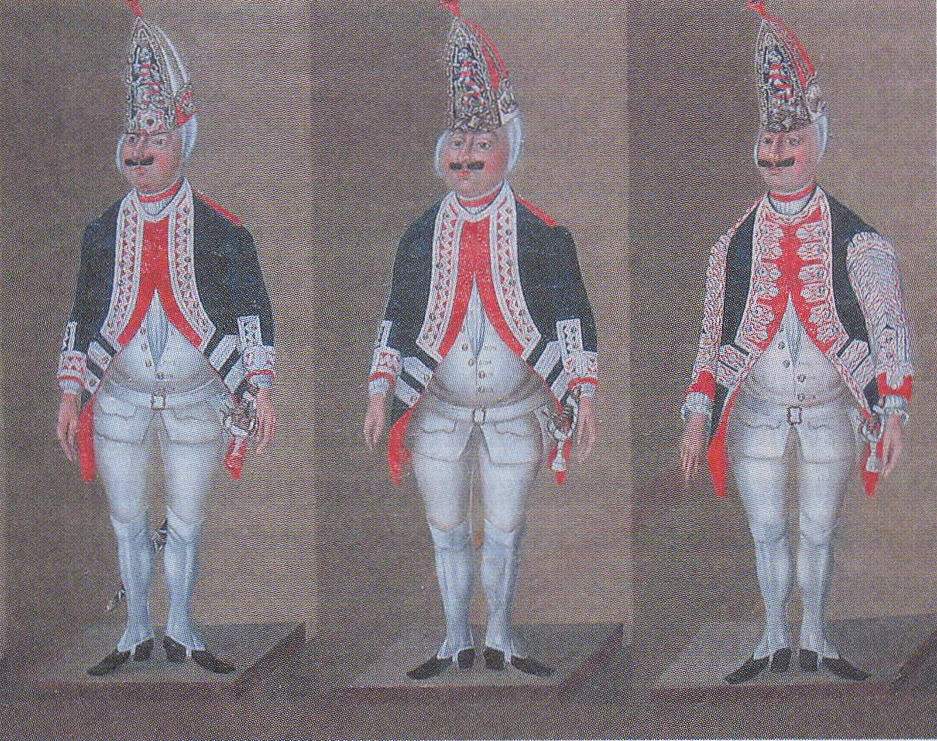
Pirmasenser Grenadiere. Ölgemälde von unbekannter Hand.

Ludwig IX. besaß eine riesige Sammlung von Soldatenbildern. Johann Heinrich Merck berichtete in einem Brief an Karl August von Sachsen-Weimar und Eisenach vom 18. September 1780 über den Landgrafen: „Seine HauptBeschäfftigung ausser dem Militär ist Musik und Mahlerey. Jahr aus Jahr ein sind 2 hofMahler beschäfftigt, Soldaten in allen würklichen existirenden, oder noch möglich zu existirenden Uniformen [...] zu mahlen. Auf seinen Reisen sieht er die Uniformen ab [...]. Wenn er zu Hause ist, werden nun diese Werke ausgeführt, u. ein gewisser Lieuten. Stockmar ein Mahler, ist alle tage ohnfehlbar biß Nachts um 12 damit beschäfftigt. [...] Die Anzahl der gemahlten Soldaten ist unglaublich. Sie stehen in Einem Saale hinter einander, wie in einer EmporKirche, oder Amphitheater, u. sogar die FensterEmbrasuren sind voll davon. Neulich fiels dem Einen HofMahler ein, Eins oder Ein paar von diesen Männchen von ihrer Stelle zu nehmen, sie seinem Sohne, zum Unterricht nach Hause zu bringen [...] ohngeachtet der Schaden sogleich ersezt wurde, hat nun die Schildwache die Ordre diesem Mann beym Weggehen alzeit die Schubsäge zu visitiren.“